# Manunggal (Ngusikan)
Manunggal is een bestuurslaag in het regentschap Jombang van de provincie Oost-Java, Indonesië. Manunggal telt 1797 inwoners (volkstelling 2010).